# La Castellana
La Castellana es un municipio de Segunda Clase en la provincia de Negros Occidental, Filipinas. Según el censo del año 2000, tiene una población de 59 102 personas en 11 771 hogares.
La Castellana es un poblado rural situado en la base del Volcán Kanlaon. El nombre proviene del famoso Paseo de la Castellana en Madrid, España. Este pueblo es famoso por sus cascadas naturales, sus manantiales y sus preciosos paisajes. la población vive fundamentalmente de la agricultura y comercia con la caña de azúcar, el arroz y las bananas. En la localidad se celebran numerosas festividades, tales como los Bailes de Luces, el Banana Festival y la fiesta de San Vicente Ferrer, cuando devotos del propio municipio y de otros mucho más lejanos acuden al municipio para curarse.

## Barangayes
La Castellana está administrativamente dividida en 13 barangayes.
- Biaknabato
- Cabacungan
- Cabagnaan
- Camandag
- Lalagsan
- Manghanoy
- Mansalanao
- Masulog
- Nato
- Puso
- Robles (Población)
- Sag-ang
- Talaptap